# Crater of Diamonds State Park
Der Crater of Diamonds State Park ist ein State Park nahe Murfreesboro im Pike County im US-Bundesstaat Arkansas. Im Park liegt die achtgrößte Diamantenmine der Welt. Sie ist öffentlich zugänglich und die Besucher dürfen alle gefundenen Steine behalten.

## Parkanlage
Der Crater of Diamonds State Park ist ein 3,69 km² großes Gebiet, das sich auf einem 95 Millionen Jahre alten erodierten Lamproit-Vulkanschlot befindet. Der Park ist öffentlich und gegen eine geringe Gebühr dürfen Mineraliensammler, Schatzgräber und normale Besucher nach Diamanten und anderen Edel- und Halbedelsteinen graben. Die Parkbesucher finden im Jahr durchschnittlich über 600 Diamanten, das sind nahezu zwei Stück pro Tag. Die gefundenen Steine dürfen unabhängig von Sorte, Gewicht und Wert behalten werden. Außer den namensgebenden Diamanten wurden auch schon Amethyste, Jaspis, Achate und Quarze sowie weitere 40 andere Sorten Mineralien gefunden.
Der Krater selbst ist eine 14,2 ha große Fläche, die regelmäßig umgepflügt wird, um die Edelsteine aus tieferen Schichten direkt an die Oberfläche zu bringen. Die Einrichtungen des Parks bestehen aus einem Besucherzentrum, in dem es Informationen über den Park und die geologischen Hintergründe gibt, und einem Discovery Center, in dem das nötige Zubehör für die Schürfarbeiten ausgeliehen werden kann, über Diamanten und andere Edelsteine informiert wird und gefundene Steine beurteilt und zertifiziert werden können. Für Wanderer gibt es am Little Missouri River einen 2 km langen Rundwanderweg.

## Geschichte

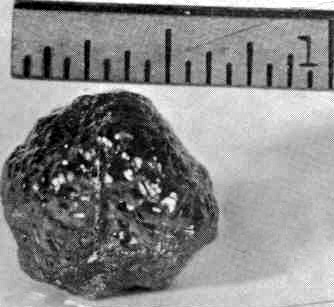
Star of Murfreesboro

Stilisierter Diamant in der Flagge von Arkansas

John Huddleston fand 1906 den ersten Diamanten. Mehrere Versuche einer kommerziellen Ausbeute der Mine scheiterten.
Kurz nachdem der erste Diamant gefunden wurde, setzte ein „Diamantenrausch“ ein und bescherte Murfreesboro einen Höhenflug. Die Hotels mussten 10.000 Übernachtungen im Jahr abweisen. Diese Obdachlosen bauten nahe der Mine eine Zeltstadt auf, die sie in hoffnungsvoller Erwartung Kimberley nannten, wie die berühmte Kimberley Diamantenmine in Südafrika. 1924 wurde der Diamant Uncle Sam gefunden.
Von 1952 bis 1972 war der Krater eine private geführte Touristenattraktion. Zwischen 1964 und 1968 pachtete Roscoe Johnston 49 acre (19,6 Hektar) Land mit diamanthaltigen Böden neben dem Krater und vermarktete es unter dem Namen „Arkansas Diamanten-Mine“. während dieser Zeit wurden der „Star of Murfreesboro“ und der „Phillips 66“ gefunden.
1972 erwarb der Bundesstaat Arkansas den Krater um daraus einen State Park zu machen und seither wurden über 25.000 Diamanten dort gefunden.
Im Zuge mit den vermehrten Diamantenfunden und der Tatsache, dass Arkansas der erste Staat war, in dem Diamanten auf solch natürliche Weise gefunden werden konnten, wurde der Diamant zunehmend mit dem Bundesstaat assoziiert. Die Rautenform des geschliffenen Diamanten wurde 1912 bei der Gestaltung der Flagge von Arkansas mit einbezogen.
Am 18. Juni 1973 wurde der State Park als Stätte in das National Register of Historic Places („Nationales Verzeichnis historischer Orte“; NRHP) eingetragen.